# 10 sierpnia
10 sierpnia jest 222. (w latach przestępnych 223.) dniem w kalendarzu gregoriańskim. Do końca roku pozostaje 143 dni.

## Święta
- Imieniny obchodzą: Amadea, Amadeusz, Asteria, Bernard, Bogdan, Bogdana, Bogodar, Bogudar, Bohdan, Bohdana, Bożydar, Hugo, Hugon, Hugona, Laurencjusz, Laurenty, Prochor, Wawrzyniec i Wirzchosław.
- Ekwador – Święto Niepodległości
- Polska – Dzień Przewodnika i Ratownika Górskiego (w dzień patrona św. Wawrzyńca)
- Wspomnienia i święta w Kościele katolickim[1][2] obchodzą:
  - św. Amadeusz Portugalski, João de Silva Mendes (zm. 1482, franciszkanin)[3]
  - św. Wawrzyniec (diakon i męczennik)

## Wydarzenia w Polsce
- 1109 – Książę Polski Bolesław III Krzywousty pokonał Pomorzan w bitwie pod Nakłem.
- 1545 – Od uderzenia pioruna spłonął kościół i część zabudowań klasztoru bernardynów w Bydgoszczy.
- 1622 – IV wojna polsko-szwedzka: hetman polny litewski Krzysztof Radziwiłł zawarł bez wiedzy króla Zygmunta III Wazy zawieszenie broni ze Szwedami, przekształcone następnie w rozejm obowiązujący do marca 1625 roku.
- 1655 – IV wojna polsko-rosyjska: car Aleksy I Romanow wjechał triumfalnie do zdobytego Wilna.
- 1681 – Poświęcono kaplicę św. Wawrzyńca na Śnieżce.
- 1741 – I wojna śląska: wojska pruskie zajęły dotychczas austriacki Wrocław.
- 1848 – Otwarto linę kolejową łączącą Poznań ze Szczecinem. W pierwszych dniach kursowania liczni poznaniacy odwiedzający Szczecin i Wronki przywlekli stamtąd do miasta epidemię cholery.
- 1896 – W Warszawie otwarto park Ujazdowski.
- 1920 – Wojna polsko-bolszewicka: sowiecki III Korpus Kawalerii przekroczył Wisłę na północ od Warszawy.
- 1921 – Minister gen. Kazimierz Sosnkowski wydał rozkaz L. 4900/Org. Pokojowa organizacja Ministerstwa Spraw Wojskowych. Wprowadzona na jego mocy organizacja przetrwała z małymi zmianami do 1926 roku.
- 1923 – W czasie protestu robotników w wówczas niemieckim Raciborzu od policyjnych kul zginęły 4 osoby, a kilkadziesiąt zostało rannych (w tym 3 ciężko).
- 1932 – Podniesiono banderę na niszczycielu ORP „Burza”.
- 1939 – Niemiecki minister spraw zagranicznych Joachim von Ribbentrop nakazał ambasadorowi Hansowi-Adolfowi von Moltkemu opuszczenie Warszawy.
- 1942:
  - Niemcy zamordowali około 1200 Żydów z getta w Brzozowie na Podkarpaciu.
  - Rozpoczęła się likwidacja getta w Krzemieńcu na Wołyniu. Tego dnia niemiecka żandarmeria i ukraińska policja rozstrzelały około 5000 Żydów.
- 1943 – Niemcy zlikwidowali getto w Wadowicach.
- 1944 – 10. dzień powstania warszawskiego: radio BBC nadało ostrzeżenie we wszystkich językach europejskich pod adresem żołnierzy niemieckich i osób pracujących w aparacie III Rzeszy, zapowiadające ukaranie po wojnie osób dopuszczających się zbrodni w trakcie powstania.
- 1946 – Rozpoczął się strajk dokerów w Porcie Gdańskim.
- 1947 – W Krakowie rozpoczął się proces kierownictwa PSL oraz członków organizacji WiN.
- 1959 – Premiera filmu Baza ludzi umarłych w reżyserii Czesława Petelskiego.
- 1960 – Na Wawel powrócił, zrekonstruowany na koszt władz Drezna, zniszczony podczas niemieckiej okupacji pomnik Tadeusza Kościuszki.
- 1973 – Premiera filmu Niebieskie jak Morze Czarne w reżyserii Jerzego Ziarnika.
- 1979 – Premiera filmu Aktorzy prowincjonalni w reżyserii Agnieszki Holland.
- 1986 – Otwarto symboliczny Cmentarz Ofiar Gór w Karkonoszach.
- 1991:
  - W Częstochowie rozpoczęła emisję katolicka rozgłośnia radiowa Radio Fiat.
  - W Częstochowie rozpoczęły się IV Światowe Dni Młodzieży.
- 1992 – Spłonęło 5770 ha Puszczy Noteckiej w Wielkopolsce.
- 2008 – Podczas 39. aukcji koni arabskich Pride of Poland w Janowie Podlaskim klacz Kwestura została sprzedana nabywcy z Bliskiego Wschodu za rekordową sumę 1 125 000 euro.
- 2018 – Michał Kwiatkowski wygrał 75. Tour de Pologne.
- 2022 – Prokuratura wrocławska wszczęła śledztwo w sprawie katastrofy ekologicznej na Odrze.

## Wydarzenia na świecie

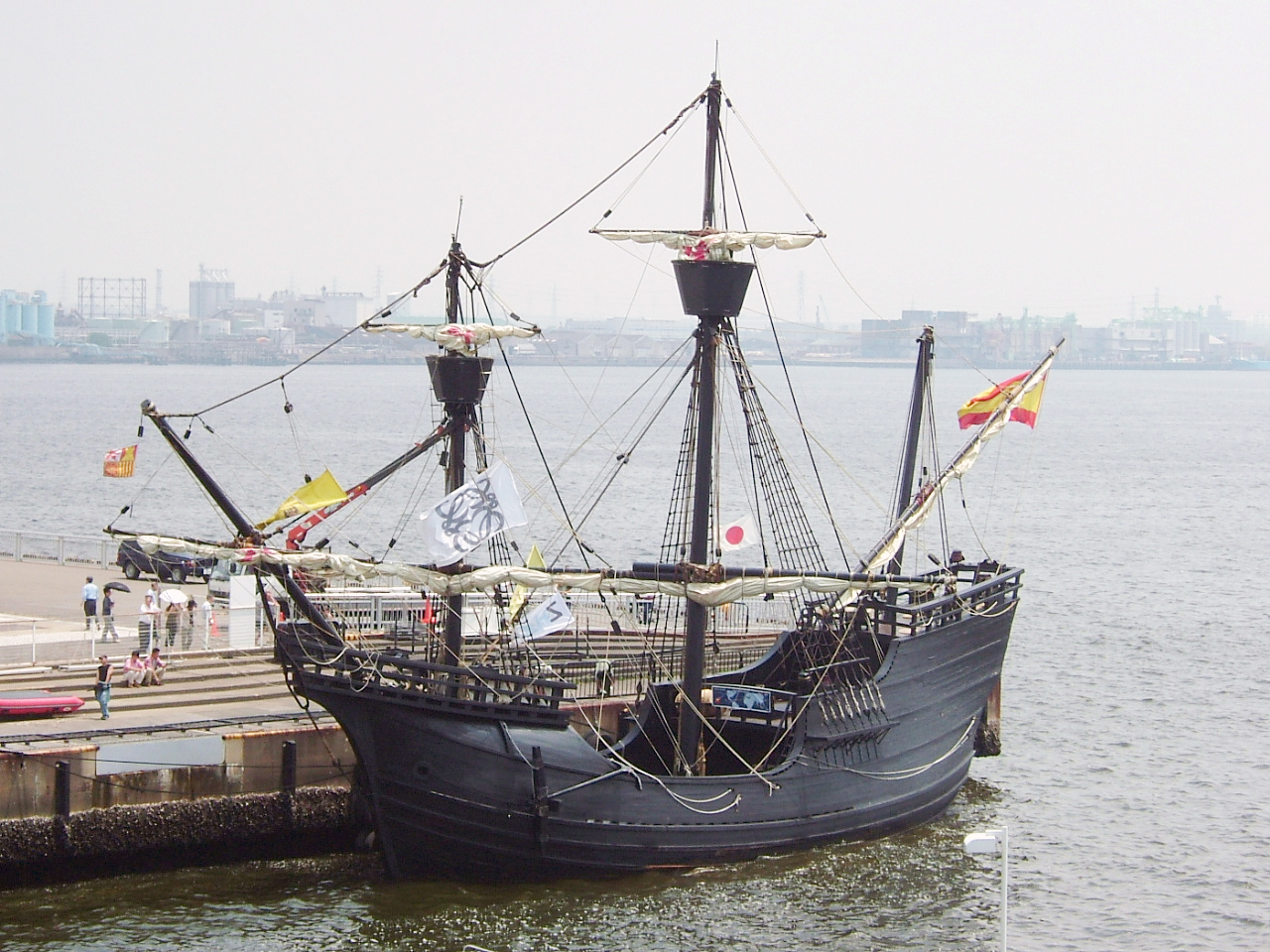
Replika karaki „Victoria”, jednego z pięciu żaglowców Ferdynanda Magellana

- 612 p.n.e. – Babilończycy i Medowie zdobyli stolicę Asyrii, Niniwę
- 70 – Rzymianie zburzyli Świątynię Jerozolimską.
- 654 – Eugeniusz I został wybrany na papieża.
- 843 – Zawarto traktat z Verdun, który podzielił państwo Karola Wielkiego między jego trzech wnuków.
- 955 – W bitwie nad rzeką Lech rycerstwo niemieckie rozgromiło wojska węgierskie.
- 991 – Porażka wojsk angielskich z najeźdźcami duńskimi w bitwie pod Maldon.
- 997 – Santiago de Compostela zostało zburzone przez wojska władcy Kordowy Almanzora.
- 1164 – Książę Antiochii Boemund III w pobliżu Artachu dostał się do niewoli władcy Syrii Nur ad-Dina.
- 1230 – Dżalal ad-Din Manguberti, ostatni władca Imperium Chorezmijskiego, poniósł klęskę w bitwie pod Erzincanem z koalicją sułtana Rumu Kajkubada i władcy Ajjubidów Al-Aszrafa Musy.
- 1250 – Król Danii Eryk IV został zamordowany prawdopodobnie na polecenie swego brata Abla, który zajął jego miejsce.
- 1270 – Jykuno Amlak został cesarzem Etiopii.
- 1415 – Królowa Neapolu Joanna II poślubiła swego drugiego męża Jakuba II de Bourbon-La Marche.
- 1498 – Anulowano małżeństwo króla Francji Ludwika XII z Joanną de Valois.
- 1500 – Portugalski żeglarz Diogo Diaz odkrył Madagaskar.
- 1501 – Założono czeskie Nowe Miasto nad Metują.
- 1512 – Zwycięstwo okrętów angielskich nad okrętami francuskimi w bitwie pod Saint-Mathieu.
- 1519 – Wyprawa pięciu okrętów dowodzona przez portugalskiego żeglarza i odkrywcę w służbie hiszpańskiej Ferdynanda Magellana wypłynęła z Sewilli w pierwszy w historii rejs wokółziemski.
- 1539 – Król Francji Franciszek I Walezjusz wydał w Villers-Cotterêts rozporządzenie nakazujące zaprzestanie stosowania łaciny w oficjalnych dokumentach.
- 1545 – Hiszpański nawigator Inigo Ortiz de Retes z żaglowca „San Juan” dostrzegł, jako pierwszy Europejczyk, wyspę Karkar w Archipelagu Bismarcka u wybrzeży Nowej Gwinei.
- 1557 – VIII wojna włoska: zwycięstwo wojsk hiszpańskich nad francuskimi w bitwie pod Saint-Quentin.
- 1566 – W Niderlandach wybuchła kilkutygodniowa tzw. rewolta ikonoklastów w czasie której zwolennicy reformacji niszczyli kościoły katolickie i ich wyposażenie.
- 1621 – Wojna osiemdziesięcioletnia: zwycięstwo floty hiszpańskiej nad holendersko-duńską w bitwie pod Gibraltarem.
- 1628 – Zatonął szwedzki okręt wojenny „Vasa”.
- 1653 – I wojna angielsko-holenderska: zakończyła się bitwa morska pod Scheveningen.
- 1664 – Podpisano pokój w Vasvár kończący IV wojnę austriacko-turecką.
- 1675 – Król Anglii Karol II Stuart założył obserwatorium astronomiczne w Greenwich.
- 1678 – W Nijmegen podpisano francusko-holenderski traktat pokojowy, jeden z serii kończących wojnę holenderską, toczoną pomiędzy Królestwem Francji, Biskupstwem Münster i Królestwem Szwecji a Republiką Zjednoczonych Prowincji, Królestwem Hiszpanii, Brandenburgią, Królestwem Danii i Świętym Cesarstwem Rzymskim.
- 1728 – Vitus Bering odkrył Wyspę Świętego Wawrzyńca.
- 1756 – Brytyjska wojna z Francuzami i Indianami: rozpoczęła się bitwa o Fort Oswego.
- 1759 – Karol III został królem Hiszpanii.
- 1792 – Rewolucja francuska: w wyniku zbrojnego powstania sankiulotów został zawieszony w czynnościach i aresztowany król Ludwik XVI.
- 1793 – Otwarto muzeum w paryskim Luwrze.
- 1809 – Ekwador proklamował niepodległość (od Hiszpanii).
- 1821 – Missouri jako 24. stan dołączyło do Unii.
- 1846 – W Waszyngtonie założono Smithsonian Institution.
- 1856 – Ponad 200 osób zginęło po przejściu tornada nad amerykańskim stanem Luizjana.
- 1861 – Wojna secesyjna: zwycięstwo Konfederatów w bitwie nad Wilson’s Creek w Missouri.
- 1866 – Boliwia i Chile zawarły traktat graniczny, na mocy którego Chile otrzymały terytorium między Andami i Pacyfikiem (oprócz prowincji Antofagasta), a granica została ustalona na 24. południku.
- 1867:
  - Na Jawie uruchomiono pierwszą linię kolejową na terenie dzisiejszej Indonezji.
  - W okolicy dzisiejszego miasta Thames na nowozelandzkiej Wyspie Północnej odkryto duże złoże złota.
- 1869 – Gabriel García Moreno został po raz trzeci prezydentem Ekwadoru.
- 1870 – Tomás Guardia Gutiérrez został prezydentem Kostaryki.
- 1885 – Na ulice australijskiego Brisbane wyjechał pierwszy tramwaj konny.
- 1890 – Remigio Morales Bermúdez został prezydentem Peru.
- 1894 – Andrés Avelino Cáceres został po raz trzeci prezydentem Peru.
- 1897 – Niemiecki chemik Felix Hoffmann uzyskał w laboratorium kwas acetylosalicylowy, który wszedł do handlu jako lek przeciwbólowy Aspiryna.
- 1899 – W norweskim Stavanger założono klub piłkarski Viking FK.
- 1900 – W finale pierwszej edycji tenisowego Pucharu Davisa USA pokonały Wielką Brytanię 3:0.
- 1903 – W pożarze w paryskim metrze zginęły 84 osoby.
- 1904 – Wojna rosyjsko-japońska: stoczono bitwę na Morzu Żółtym.
- 1905 – W Portsmouth w amerykańskim stanie New Hampshire rozpoczęły się rosyjsko-japońskie negocjacje pokojowe.
- 1911 – W stoczni w La Spezia zwodowano włoski pancernik „Conte di Cavour”.
- 1912 – Brytyjska pisarka i feministka Virginia Stephen (od tej pory Woolf) poślubiła pisarza, urzędnika służby cywilnej i teoretyka politycznego Leonarda Woolfa.
- 1913 – Podpisaniem traktatu pokojowego w Bukareszcie zakończyła się II wojna bałkańska.
- 1914 – I wojna światowa:
  - Nieudany brytyjski pościg za krążownikami „Goeben” i „Breslau”. Obie niemieckie jednostki dotarły do sojuszniczej Turcji (4-10 sierpnia).
  - Zwycięstwo wojsk niemieckich nad francuskimi w bitwie pod Miluzą.
- 1915 – Elefterios Wenizelos został po raz drugi premierem Grecji.
- 1917 – I wojna światowa: zwycięstwo wojsk rumuńsko-rosyjskich nad niemiecko-austro-węgierskimi w bitwie pod Mărășești.
- 1918 – Została sformowana amerykańska 1 Armia pod dowództwem gen. Johna Pershinga.
- 1920 – Turcja podpisała traktat w Sèvres z państwami Ententy.
- 1923 – W Marion w stanie Ohio został pochowany zmarły 2 sierpnia w trakcie pełnienia urzędu prezydent USA Warren Harding.
- 1929 – Charles Ruijs de Beerenbrouck został premierem Holandii.
- 1932 – Premiera amerykańskiej komedii filmowej Końskie pióra w reżyserii Normana Z. McLeoda.
- 1937 – W Tokio założono firmę Canon.
- 1939 – Dirk Jan de Geer został po raz drugi premierem Holandii.
- 1941 – Wojna na Bałtyku: na Zatoce Fińskiej radziecki okręt podwodny Szcz-307 zatopił niemiecką jednostkę tej samej klasy U-144 wraz z całą, 28-osobową załogą.
- 1942 – Wojna na Pacyfiku: u wybrzeży Wysp Salomona amerykański okręt podwodny S-44 storpedował i zatopił japoński ciężki krążownik „Kako”, w wyniku czego zginęło 34 jego członków załogi.
- 1944:
  - Front wschodni: zwycięstwem wojsk niemieckich zakończyła się bitwa pod Narwą (2 lutego-10 sierpnia).
  - Wojna na Pacyfiku: siły amerykańskie pokonały ostatnie japońskie oddziały na wyspie Guam.
- 1947 – W Karaczi rozpoczęła się pierwsza sesja pierwszego Zgromadzenia Ustawodawczego Pakistanu.
- 1949 – Departament Armii został przekształcony w Departament Obrony Stanów Zjednoczonych.
- 1952 – Otwarto Pappelstadion w austriackim Mattersburgu.
- 1957 – Otwarto Omladinski stadion w Belgradzie.
- 1961 – Wojna wietnamska: Amerykanie po raz pierwszy zastosowali defoliant Agent Orange.
- 1962:
  - Dokonano oblotu amerykańskiego eksperymentalnego śmigłowca Bell 533.
  - W rodzinnym West Branch w stanie Iowa w dniu swych 88. urodzin były prezydent USA Herbert Hoover dokonał otwarcia swej biblioteki prezydenckiej.
- 1963 – Nowy papież Paweł VI powołał Giovanniego Colombo na zwolniony przez siebie urząd arcybiskupa Mediolanu.
- 1965 – We Frankfurcie nad Menem zakończył się drugi proces oświęcimski.
- 1975:
  - Japońska wyprawa po raz pierwszy zdobyła siedmiotysięcznik Teram Kangri w paśmie Karakorum.
  - Została odkryta Kometa Westa.
- 1976 – Troje dzieci zginęło w Belfaście po potrąceniu przez samochód, którego kierowca (członek IRA) chwilę wcześniej został zastrzelony przez policję w trakcie próby ujęcia.
- 1977 – Został aresztowany amerykański seryjny morderca David Berkowitz.
- 1979:
  - Jaime Roldós Aguilera został prezydentem Ekwadoru.
  - Ukazał się album Michaela Jacksona Off the Wall.
  - W norweskim Narwiku odsłonięto pomnik Polskiego Żołnierza i Marynarza.
- 1982 – Wyspy Kanaryjskie otrzymały status hiszpańskiej wspólnoty autonomicznej.
- 1985 – W wyniku eksplozji paliwa jądrowego na okręcie podwodnym w zatoce Czażma w ZSRR zginęło 10 osób.
- 1986 – Odbył się pierwszy za „żelazną kurtyną” wyścig Formuły 1 na węgierskim torze Hungaroring.
- 1989 – Toshiki Kaifu został premierem Japonii.
- 1994 – Na lotnisku w Monachium niemiecka służba wywiadowcza Bundesnachrichtendienst (BND) zatrzymała wracającego z Moskwy Kolumbijczyka, który miał przy sobie 63 gramy plutonu. Akcja okazała się prowokacją samego wywiadu, przeprowadzoną w celu udowodnienia nieszczelności rosyjskich arsenałów atomowych.
- 1995 – Podczas lekkoatletycznych Mistrzostw Świata w Göteborgu, reprezentantka Ukrainy Inesa Kraweć ustanowiła aktualny do dziś rekord świata w trójskoku (15,50 m).
- 1998 – Al-Muhtadee Billah, najstarszy syn sułtana Brunei Hassanala Bolkiaha, został oficjalnie mianowany księciem i następcą tronu.
- 2000 – Ratnasiri Wickremanayake został premierem Sri Lanki.
- 2001 – W stolicy Angoli Luandzie w ataku rebeliantów z Narodowego Związku na rzecz Całkowitego Wyzwolenia Angoli (UNITA) na pociąg z uchodźcami zginęły 252 osoby.
- 2005:
  - Premiera mobilnej przeglądarki internetowej Opera Mini w wersji beta.
  - W katastrofie fińskiego śmigłowca w pobliżu estońskiej wyspy Naissaar zginęło 14 osób.
- 2006 – Scotland Yard zapobiegł dużej akcji terrorystycznej, w ramach której 24 zamachowców usiłowało wnieść na pokłady samolotów środki wybuchowe, ukryte w dezodorantach, żelach do włosów i napojach.
- 2008 – W stoczni w Papenburgu został zwodowany największy zbudowany w Niemczech statek wycieczkowy „Celebrity Solstice”.
- 2009 – W katastrofie w kopalni w Handlovej na Słowacji zginęło 20 górników.
- 2011 – W Wielkiej Brytanii zdławiono trwające od 6 sierpnia zamieszki w czasie których zginęło 5 osób, 35 zostało rannych, a 1100 aresztowanych.
- 2012 – Norowyn Altanchujag został premierem Mongolii.
- 2013 – 91 osób zginęło, a ok. 300 zostało rannych w serii zamachów bombowych w Iraku, przeprowadzonych w czasie święta Id al-Fitr przez terrorystów z Państwa Islamskiego.
- 2014 – W katastrofie lotu Sepahan Air 5915 w Teheranie zginęło 39 osób, a 9 zostało rannych.
- 2018: 
  - 29-letni Richard Russell, pracownik obsługi naziemnej Horizon Air bez doświadczenia w pilotażu, uprowadził z międzynarodowego lotniska Seattle-Tacoma w stanie Waszyngton należący do tej linii samolot Bombardier Dash 8 Q400. Po godzinie i 15 minutach lotu porywacz popełnił samobójstwo, celowo rozbijając samolot na słabo zaludnionej wyspie Ketron w Puget Sound.
  - 8 członków rodziny zginęło w strzelaninie w Resulaj nieopodal Selenicy w Albanii; sprawca, 24-letni członek rodziny Ritvan Zykaj został aresztowany.
- 2020 – Z powodu urwania jednej z lin podtrzymujących platformę zakończył pracę radioteleskop w Arecibo na Portoryko.

## Eksploracja kosmosui zdarzenia astronomiczne
- 1960 – Został wystrzelony amerykański satelita technologiczny Discoverer 13, pierwszy obiekt sprowadzony udanie z orbity okołoziemskiej.
- 1966 – Wystrzelono amerykańską sondę księżycową Lunar Orbiter 1.
- 1972 – Dzienny przelot bardzo rzadkiego meteoru muskającego atmosferę między amerykańskim stanem Utah, a kanadyjską prowincją Alberta.
- 1990 – Amerykańska sonda Magellan dotarła do Wenus.
- 2001 – Rozpoczęła się misja STS-105 wahadłowca Discovery.
- 2003 – Rosyjski kosmonauta Jurij Malenczenko, jako pierwszy człowiek, zawarł związek małżeński w kosmosie (panna młoda znajdowała się na Ziemi).

## Urodzili się
- 156 p.n.e. – Han Wudi, cesarz Chin (zm. 87 p.n.e.)
- 1267 – Jakub II Sprawiedliwy, król Aragonii (zm. 1327)
- 1296 – Jan Luksemburski, hrabia Luksemburga, król Czech (zm. 1346)
- 1398 – Tomasz Strzępiński, polski duchowny katolicki, biskup krakowski (zm. 1460)
- 1449 – Bona Sabaudzka, księżna Mediolanu (zm. 1503)
- 1466 – Franciszek II Gonzaga, markiz Mantui, kondotier (zm. 1519)
- 1486 – Wilhelm IX Paleolog, markiz Montferratu (zm. 1518)
- 1489 – Jakob Sturm, niemiecki reformator religijny, burmistrz Strasburga (zm. 1553)
- 1512 – François de Foix Candale, francuski duchowny katolicki, biskup Aire, matematyk, alchemik (zm. 1594)
- 1520 – Magdalena de Valois, księżniczka francuska, królowa Szkocji (zm. 1537)
- 1528 – Eryk II Młodszy, książę Brunszwiku-Calenbergu (zm. 1584)
- 1556 – Philipp Nicolai, niemiecki pastor, kompozytor, poeta (zm. 1608)
- 1560 – Hieronymus Praetorius, niemiecki organista, kompozytor (zm. 1629)
- 1570 – Filip, książę szlezwicko-holsztyński na Gottorp (zm. 1590)
- 1596 – Lorenz Eichstaedt, niemiecki lekarz, matematyk, fizyk, nauczyciel (zm. 1660)
- 1607 – Krzysztof Michał Sapieha, pisarz wielki litewski (zm. 1631)
- 1645 – Eusebio Francisco Kino, tyrolski jezuita, misjonarz, odkrywca, uczony (zm. 1711)
- 1659 – Sybrandus van Noordt, holenderski kompozytor (zm. 1705)
- 1664 – Othmar Daniel Zinke, niemiecki benedyktyn (zm. 1738)
- 1673 – Johann Konrad Dippel, niemiecki filozof, wynalazca, alchemik (zm. 1734)
- 1688 – Albrecht Zygmunt von Zeigut-Stanisławski, polski ziemianin, poczmistrz generalny Prus Królewskich, minister tajnego gabinetu Saksonii (zm. 1768)
- 1694 – John Leveson-Gover, brytyjski arystokrata, polityk (zm. 1754)
- 1695 – Samuel Sandys, brytyjski arystokrata, polityk (zm. 1770)
- 1702 – Stiepan Apraksin, rosyjski feldmarszałek (zm. 1758)
- 1703 – Christoph Joseph Exner, niemiecki duchowny katolicki, dziekan kłodzki i wikariusz książęco-arcybiskupi dla wiernych hrabstwa kłodzkiego (zm. 1766)
- 1710 – Ludwika Dorota, księżniczka Saksonii-Meiningen, księżna Saksonii-Gotha-Altenburg (zm. 1767)
- 1729 – William Howe, brytyjski arystokrata, generał (zm. 1814)
- 1739 – Peter Aadnäs, norweski malarz (zm. 1792)
- 1740:
  - Samuel Arnold, brytyjski kompozytor, organista (zm. 1802)
  - Leopold III, książę Anhalt-Dessau (zm. 1817)
- 1746 – Antonín Strnad, czeski meteorolog, matematyk (zm. 1799)
- 1748 – Michał Sierakowski, polski duchowny katolicki, biskup pomocniczy przemyski, biskup kamieniecki i latyczowski, konsyliarz konfederacji generalnej koronnej w konfederacji targowickiej (zm. 1802)
- 1750 – Daniel Gottlob Türk, niemiecki kompozytor, organista, pedagog (zm. 1813)
- 1752 – Stanisław Breza, polski polityk, poseł na Sejm Czteroletni (zm. 1847)
- 1753:
  - George Berkeley, brytyjski admirał, polityk (zm. 1818)
  - Edmund Jennings Randolph, amerykański prawnik, polityk (zm. 1813)
  - Nicolas Saint-Martin, kanadyjski oficer policji, polityk (zm. 1823)
- 1758 – Armand Gensonné, francuski rewolucjonista (zm. 1793)
- 1764 – Longinus Anton Jungnitz, niemiecki duchowny katolicki, teolog, fizyk (zm. 1831)
- 1782 – Vicente Guerrero, meksykański generał, polityk, prezydent Meksyku (zm. 1831)
- 1783:
  - Józef Wawrzyniec Krasiński, polski szlachcic, polityk, pamiętnikarz (zm. 1845)
  - Louis Tregardt, burski przywódca (zm. 1838)
- 1788 – Ignacy Daniłowicz, rosyjski historyk (zm. 1843)
- 1794 – Leopold Zunz, niemiecki uczony pochodzenia żydowskiego (zm. 1886)
- 1797 – Joseph Gerhard Zuccarini, niemiecki botanik (zm. 1848)
- 1799 – Samuel Dickinson Hubbard, amerykański polityk (zm. 1855)
- 1802 – Dixon Hall Lewis, amerykański polityk, senator (zm. 1848)
- 1810 – Camillo Cavour, włoski polityk, premier Włoch (zm. 1861)
- 1814 – Henri Nestlé, niemiecki przedsiębiorca (zm. 1890)
- 1823 – Achille Costa, włoski entomolog (zm. 1898)
- 1827 – Adalbert Falk, włoski polityk (zm. 1900)
- 1830 – Guido Henckel von Donnersmarck, pruski arystokrata, przemysłowiec (zm. 1916)
- 1834 – Maurice Raynaud, francuski lekarz (zm. 1881)
- 1835 – Ireneusz Załuski, polski rzeźbiarz (zm. 1868)
- 1839 – Aleksandr Stoletow, rosyjski fizyk (zm. 1896)
- 1840 – Albert Eulenburg, niemiecki psychiatra, seksuolog, neurolog (zm. 1917)
- 1843 – Władysław Krogulski, polski aktor, dyrygent, perkusista, kompozytor, kronikarz teatrów warszawskich (zm. 1934)
- 1845:
  - Abaj Kunanbajew, kazachski poeta, kompozytor, filozof (zm. 1904)
  - Moritz Litten, niemiecki lekarz (zm. 1907)
- 1848 – William Michael Harnett, amerykański malarz pochodzenia irlandzkiego (zm. 1892)
- 1856 – Francis Xavier Dercum, amerykański neurolog (zm. 1931)
- 1859 – Georg Alexander Pick, austriacki matematyk (zm. 1942)
- 1860:
  - Edmund Gasiński, polski aktor (zm. 1924)
  - Adolfo Guiard, hiszpański malarz (zm. 1916)
- 1861 – Bronisław Brochwicz-Rogoyski, polski architekt (zm. 1921)
- 1862 – Nikołaj Gubbenet, rosyjski polityk, emigrant (zm. 1931)
- 1863 – Wiktor Czermak, polski historyk, wykładowca akademicki (zm. 1913)
- 1865:
  - Aleksandr Głazunow, rosyjski kompozytor (zm. 1936)
  - Samuel Hirszenberg, polski malarz pochodzenia żydowskiego (zm. 1908)
- 1867 – Stefan Majewski, polski generał dywizji (zm. 1944)
- 1868:
  - Arthur Mills Lea, australijski entomolog (zm. 1932)
  - Paul Warburg, amerykański bankier pochodzenia niemieckiego (zm. 1932)
- 1869 – Laurence Binyon, brytyjski poeta, dramaturg (zm. 1943)
- 1870 – Hans Zenker, niemiecki admirał, dowódca Reichsmarine (zm. 1932)
- 1874:
  - Herbert Hoover, amerykański polityk, prezydent USA (zm. 1964)
  - Wawrzyniec Sikora, polski działacz lokalny, rolnik, felietonista, dziennikarz (zm. 1942)
  - Antanas Smetona, litewski polityk, prezydent Litwy (zm. 1944)
  - Georges Trombert, francuski szermierz (zm. 1949)
- 1877:
  - Harald Bergstedt, duński poeta, prozaik, dramaturg (zm. 1965)
  - Rudolf Hilferding, austriacki ekonomista, polityk, publicysta, wydawca pochodzenia żydowskiego (zm. 1941)
  - Frank Marshall, amerykański szachista (zm. 1944)
  - Wanda Niegolewska, polska ziemianka i działaczka społeczna, uczestniczka powstania wielkopolskiego i powstania warszawskiego, posłanka na Polski Sejm Dzielnicowy w Poznaniu (zm. 1970)
- 1878:
  - Alfred Döblin, niemiecki pisarz, lekarz pochodzenia żydowskiego (zm. 1957)
  - Karl Geiler, niemiecki prawnik, adwokat, wykładowca akademicki, polityk (zm. 1953)
- 1879 – Eugeniusz Lenik, polski prawnik, sędzia, major (zm. ?)
- 1880:
  - Włodzimierz Kozubski, polski prawnik, wykładowca akademicki (zm. 1951)
  - Leon Rupnik, słoweński generał, kolaborant (zm. 1946)
  - Józef Urpsza, polski farmaceuta, duchowny katolicki, jezuita, działacz społeczny (zm. 1974)
- 1881:
  - Emily Overend Lorimer, brytyjska germanistka, tłumaczka, dziennikarka pochodzenia irlandzkiego (zm. 1949)
  - Stefan Bolesław Perzyński, polski adwokat, polityk, senator RP (zm. 1941)
- 1884 – Panait Istrati, rumuński pisarz tworzący w języku francuskim (zm. 1935)
- 1887 – Sam Warner, amerykański przedsiębiorca, współzałożyciel wytwórni filmowej Warner Bros. (zm. 1927)
- 1888 – Krzysztof, książę grecki i duński (zm. 1940)
- 1889 – Zofia Kossak-Szczucka, polska pisarka, współzałożycielka Rady Pomocy Żydom (zm. 1968)
- 1890 – Biszara al-Churi, libański polityk, premier i prezydent Libanu (zm. 1964)
- 1891 – Alojzy Horak, polski pułkownik (zm. 1943)
- 1893 – Czesław Szystowski, polski generał brygady (zm. 1970)
- 1895 – Michaił Zoszczenko, rosyjski pisarz (zm. 1958)
- 1896:
  - Milena Jesenská, czeska dziennikarka, pisarka, tłumaczka (zm. 1944)
  - Walter Lang, amerykański reżyser i scenarzysta filmowy (zm. 1972)
  - Eugenia Lewicka, polska lekarka, fizjoterapeutka (zm. 1931)
  - Stefan Wiechecki, polski pisarz, dziennikarz, humorysta (zm. 1979)
- 1897 – Edward Gourdin, amerykański lekkoatleta, skoczek w dal (zm. 1966)
- 1898:
  - Tadeusz Dołęga-Mostowicz, polski pisarz, scenarzysta, dziennikarz (zm. 1939)
  - Jack Haley, amerykański aktor (zm. 1979)
- 1899:
  - Stefan Grabowski, polski kapitan rezerwy, prawnik (zm. 1940)
  - Marija Sinielnikowa, radziecka aktorka (zm. 1993)
- 1900:
  - René Crevel, francuski prozaik, poeta (zm. 1935)
  - Henri Ey, francuski lekarz psychiatra, filozof (zm. 1977)
  - Icchak Frenkel, izraelski malarz (zm. 1981)
  - Nicolaas Moerloos, belgijski gimnastyk, sztangista (zm. 1944)
  - Arthur Porritt, nowozelandzki lekarz, lekkoatleta, sprinter, działacz sportowy, polityk, gubernator generalny (zm. 1994)
  - Wang Li, chiński językoznawca (zm. 1986)
- 1901:
  - Hugo Gunckel Lüer, chilijski botanik, farmaceuta pochodzenia niemieckiego (zm. 1977)
  - Franco Rasetti, włoski fizyk jądrowy (zm. 2001)
  - Marian Sanok, polski porucznik (zm. 1940)
  - Siergiej Wariencow, radziecki dowódca wojskowy, główny marszałek artylerii (zm. 1971)
- 1902:
  - Norma Shearer, amerykańska aktorka pochodzenia kanadyjskiego (zm. 1983)
  - Arne Tiselius, szwedzki chemik, laureat Nagrody Nobla (zm. 1971)
- 1903:
  - José Castelli, brazylijski piłkarz (zm. 1984)
  - Szemu’el Mikunis, izraelski inżynier, polityk (zm. 1982)
- 1904:
  - Stanisław Kowalski, polski socjolog, wykładowca akademicki (zm. 1990)
  - Theodor Rosebury, amerykański mikrobiolog (zm. 1976)
- 1905 – Tymon Terlecki, polski pisarz, krytyk literacki i teatralny (zm. 2000)
- 1906 – Władysław Pawelec, polski kompozytor (zm. 2007)
- 1908:
  - Gheorghe Ciolac, rumuński piłkarz (zm. 1965)
  - Billy Gonsalves, amerykański piłkarz pochodzenia portugalskiego (zm. 1977)
  - Bogdan Grzeszczak, polski porucznik pilot (zm. 1941)
  - Lauri Lehtinen, fiński lekkoatleta, długodystansowiec (zm. 1973)
- 1909:
  - Leo Fender, amerykański przedsiębiorca (zm. 1991)
  - Muhammad V, sułtan i król Maroka (zm. 1961)
- 1910:
  - Azriel Awret, amerykański malarz, rzeźbiarz pochodzenia polskiego (zm. 2010)
  - Gordon Joseph Gray, szkocki duchowny katolicki, arcybiskup St Andrews i Edynburga, kardynał (zm. 1993)
  - Guy Mairesse, francuski kierowca wyścigowy (zm. 1954)
- 1911:
  - Marian Jurecki, polski rotmistrz, żołnierz AK, cichociemny (zm. 1941)
  - Jan Rajchman, amerykański inżynier elektryk, informatyk pochodzenia polskiego (zm. 1989)
- 1912:
  - Jorge Amado, brazylijski pisarz (zm. 2001)
  - Romain Maes, belgijski kolarz szosowy (zm. 1983)
- 1913:
  - Heinz von Allmen, szwajcarski narciarz alpejski (zm. 2003)
  - Noah Beery Jr., amerykański aktor (zm. 1994)
  - Charlotte Delbo, francuska pisarka, uczestniczka ruchu oporu (zm. 1985)
  - Kalevi Kotkas, fiński lekkoatleta, skoczek wzwyż (zm. 1983)
  - Edmund Osmańczyk, polski pisarz, publicysta, działacz Związku Polaków w Niemczech, polityk, członek Rady Państwa, poseł na Sejm PRL i senator RP (zm. 1989)
  - Wolfgang Paul, niemiecki fizyk, laureat Nagrody Nobla (zm. 1993)
  - Edward Rimkus, amerykański bobsleista (zm. 1999)
  - Gerard Wodarz, polski piłkarz, trener (zm. 1982)
- 1914:
  - Ken Annakin, brytyjski reżyser filmowy (zm. 2009)
  - Wanda Bacewicz, polska pisarka, poetka, dziennikarka (zm. 2011)
  - Jeff Corey, amerykański aktor (zm. 2002)
  - Witold Małcużyński, polski pianista (zm. 1977)
- 1915 – Carmelo Borg Pisani, maltański nacjonalista, kolaborant (zm. 1942)
- 1916:
  - Jan Frey-Bielecki, polski generał dywizji pilot, polityk, poseł na Sejm PRL (zm. 1994)
  - Hubert Maga, beniński polityk, prezydent Beninu (zm. 2000)
- 1917:
  - Bäjken Äszymow, kazachski i radziecki polityk (zm. 2010)
  - Bronisław Kowalski, polski kleryk, Sługa Boży (zm. 1940)
- 1919 – Emerich Coreth, austriacki filozof, teolog katolicki (zm. 2006)
- 1920:
  - Red Holzman, amerykański koszykarz, trener pochodzenia żydowskiego (zm. 1998)
  - Jean-Jacques Lamboley, francuski kolarz szosowy i torowy (zm. 1999)
  - Aharon Megged, izraelski pisarz (zm. 2016)
- 1921:
  - John Archer, brytyjski lekkoatleta, sprinter (zm. 1997)
  - Agnes Giebel, niemiecka śpiewaczka, sopran (zm. 2017)
  - Józef Morzy, polski historyk, wykładowca akademicki (zm. 2011)
  - Hanna Temkin, polsko-amerykańska filozof, wykładowczyni akademicka pochodzenia żydowskiego (zm. 2019)
  - Bohdan Tomaszewski, polski publicysta, dziennikarz i komentator sportowy (zm. 2015)
  - Wiktor Wolski, rosyjski porucznik, geograf ekonomiczny, latynoamerykanista, wykładowca akademicki pochodzenia litewskiego (zm. 1999)
- 1922 – Vladimír Mináč, słowacki pisarz (zm. 1996)
- 1923:
  - Rhonda Fleming, amerykańska aktorka (zm. 2020)
  - Jean Graton, francuski rysownik, autor komiksów (zm. 2021)
  - (lub 7 sierpnia) Edward Gronczewski, polski pułkownik, polityk, dyplomata, pisarz historyczny (zm. 1976)
  - Amir Kumar, indyjski hokeista na trawie (zm. 1980)
  - Sheikh Mohammed Sultan, banglijski malarz (zm. 1994)
- 1924 – Martha Hyer, amerykańska aktorka (zm. 2014)
- 1925:
  - Bohuslav Chňoupek, czechosłowacki polityk komunistyczny (zm. 2004)
  - Zygmunt Waschko, polski architekt (zm. 2006)
- 1926:
  - Marie-Claire Alain, francuska organistka (zm. 2013)
  - Stanisław Żurek, polski lekarz, artysta (zm. 1996)
- 1927:
  - Hugo Diaz, argentyński muzyk, kompozytor (zm. 1977)
  - Vittorio Gregotti, włoski architekt, urbanista (zm. 2020)
  - Jean Guichet, francuski kierowca wyścigowy
  - Juan Ignacio Larrea Holguín, ekwadorski duchowny katolicki, arcybiskup Guayaquil, prawnik (zm. 2006)
  - Gene Melchiorre, amerykański koszykarz (zm. 2019)
  - Alberto Tricarico, włoski duchowny katolicki, arcybiskup, nuncjusz apostolski (zm. 2024)
- 1928:
  - Eddie Fisher, amerykański aktor, komik, piosenkarz (zm. 2010)
  - Gerino Gerini, włoski kierowca wyścigowy (zm. 2013)
  - Jerzy Janicki, polski pisarz, dziennikarz, scenarzysta filmowy (zm. 2007)
- 1929:
  - Tamara Buciuceanu, rumuńska aktorka (zm. 2019)
  - Henryk Dłużyński, polski aktor (zm. 1999)
  - Joseph Ujlaki, francuski piłkarz pochodzenia węgierskiego (zm. 2006)
- 1930:
  - Jorma Panula, fiński dyrygent, kompozytor, pedagog
  - Barry Unsworth, brytyjski pisarz (zm. 2012)
- 1931:
  - Witold Benedek, polski architekt (zm. 2011)
  - Tadeusz Dajczer, polski duchowny katolicki, religioznawca, kanonik, profesor teologii (zm. 2009)
  - Tom Laughlin, amerykański aktor, reżyser, scenarzysta i producent filmowy (zm. 2013)
  - Tadeusz Wojtych, polski aktor (zm. 2021)
- 1932:
  - Kenneth W. Dam, amerykański naukowiec, polityk (zm. 2022)
  - Alexander Goehr, brytyjski kompozytor (zm. 2024)
  - Rui Knopfli, mozambicki poeta (zm. 1997)
  - Murray Melvin, brytyjski aktor (zm. 2023)
  - Vladimír Páral, czeski pisarz
  - Gaudencio Rosales, filipiński duchowny katolicki, arcybiskup Manili, kardynał
- 1933:
  - Doyle Brunson, amerykański pokerzysta (zm. 2023)
  - Lynn Cohen, amerykańska aktorka (zm. 2020)
  - Henryk Czylok, polski piłkarz (zm. 2023)
  - Bill Nieder, amerykański lekkoatleta, kulomiot (zm. 2022)
  - Fernando Suárez González, hiszpański prawnik, wykładowca akademicki, polityk, minister pracy, wicepremier, eurodeputowany (zm. 2024)
- 1934:
  - John Dooley, irlandzki rugbysta, działacz sportowy (zm. 2009)
  - Constantin Dumitrescu, rumuński kolarz szosowy
  - Tevfik Kış, turecki zapaśnik (zm. 2019)
  - James Tenney, amerykański kompozytor (zm. 2006)
- 1935:
  - Gia Kanczeli, gruziński kompozytor (zm. 2019)
  - Jerzy Koperski, polski poeta (zm. 2013)
  - Laurynas Stankevičius, litewski polityk, ekonomista, premier Litwy (zm. 2017)
  - Jerzy Surdel, polski reżyser telewizyjny i filmowy, operator (zm. 2018)
- 1936 – Peter Pender, amerykański łyżwiarz figurowy, brydżysta (zm. 1990)
- 1937:
  - Henryk Błażejczyk, polski aktor (zm. 2019)
  - Anna Bukowska, polska prawnik, poseł na Sejm PRL (zm. 2012)
  - Anatolij Sobczak, rosyjski prawnik, polityk pochodzenia polsko-czeskiego, mer Sankt Petersburga (zm. 2000)
  - Lucinda Williams, amerykańska lekkoatletka, sprinterka
  - Valerie Young, nowozelandzka lekkoatletka, dyskobolka i kulomiotka
- 1938:
  - Krzysztof Gierałtowski, polski fotograf
  - Iwona Ronczewska, polska lekkoatletka, skoczni wzwyż
  - Valter Župan, chorwacki duchowny katolicki, biskup Krku
- 1939:
  - Anna Kwietniewska, polska lekarz, polityk, poseł na Sejm PRL (zm. 2022)
  - Sigisfredo Mair, włoski saneczkarz (zm. 1977)
  - Kate O’Mara, brytyjska aktorka (zm. 2014)
  - Zdzisław Trzaska, polski inżynier, profesor nauk technicznych
- 1940:
  - Peter Atkins, brytyjski chemik
  - Franciszek Cybula, polski duchowny katolicki, kapelan prezydenta RP (zm. 2019)
  - Mohammad Ibrahim Kederi, afgański zapaśnik (zm. 2022)
- 1941:
  - Nikołaj Aloszyn, rosyjski specjalista w zakresie diagnostyki i spawania materiałów konstrukcyjnych
  - Orvar Lindwall, szwedzki szpadzista
  - Anita Lonsbrough, australijska pływaczka
  - Roman Łubkiwski, ukraiński poeta, tłumacz (zm. 2015)
  - Józef Mandziuk, polski duchowny katolicki, historyk, profesor nauk humanistycznych
  - Bernard Moras, indyjski duchowny katolicki, arcybiskup Bangalore
  - Gregory O’Kelly, australijski duchowny katolicki, jezuita, biskup pomocniczy Adelaide, biskup Port Pirie, administrator apostolski sede vacante archidiecezji Adelaide
  - Manfred Queck, niemiecki skoczek narciarski (zm. 1977)
- 1942:
  - John Bailey, amerykański operator filmowy (zm. 2023)
  - Andrzej Hardy, polski prawnik, polityk, poseł na Sejm RP
  - Giovanni Lodetti, włoski piłkarz (zm. 2023)
  - Andrzej Różycki, polski reżyser i scenarzysta filmowy (zm. 2021)
- 1943:
  - Irena Karel, polska aktorka
  - Michael Mantler, austriacki trębacz, kompozytor
- 1944:
  - Bernard Coard, grenadyjski polityk
  - Björn Ferm, szwedzki pięcioboista nowoczesny
  - Zbigniew Jacyna-Onyszkiewicz, polski fizyk, polityk, poseł na Sejm RP
  - Paweł Musioł, polski przedsiębiorca i polityk, poseł na Sejm RP (zm. 2017)
  - Ryszard Tur, polski samorządowiec, prezydent Białegostoku
- 1945:
  - Neil Lucas, australijski polityk
  - Harriet Miers, amerykańska prawnik
- 1946:
  - Renaud Camus, francuski pisarz
  - Jadwiga Muszyńska, polska historyk (zm. 2016)
  - Emine Sevgi Özdamar, niemiecka aktorka, reżyserka teatralna, pisarka pochodzenia tureckiego
- 1947:
  - Ian Anderson, szkocki multiinstrumentalista, wokalista, kompozytor, autor tekstów, założyciel zespołu Jethro Tull
  - Drupi, włoski piosenkarz
  - Anwar Ibrahim, malezyjski polityk
  - Rizah Mešković, jugosłowiański piłkarz, bramkarz
  - Petro Murianka, łemkowski poeta
  - Mechtild Rothe, niemiecka polityk
  - Krzysztof Wyszkowski, polski działacz opozycji antykomunistycznej
- 1948:
  - Pál Gerevich, węgierski szablista
  - Joanis Kasulidis, cypryjski polityk
  - Elżbieta Rysak, polska polityk, senator RP
- 1949:
  - Aurel Dumitrescu, rumuński bokser
  - John Haglelgam, mikronezyjski polityk, prezydent Mikronezji (zm. 2024)
  - Carlos Palomino, meksykański bokser
  - Ralph Simpson, amerykański koszykarz
  - Mieczysław Szczygieł, polski polityk, poseł na Sejm RP
- 1950:
  - Patti Austin, amerykańska piosenkarka
  - Don Buse, amerykański koszykarz
  - Theo Custers, belgijski piłkarz, bramkarz
  - Pertti Ukkola, fiński zapaśnik
- 1951:
  - Jerzy Barzowski, polski polityk, samorządowiec, poseł na Sejm RP
  - Mario Galindo, chilijski piłkarz
  - Ricardo López Murphy, argentyński ekonomista, polityk
  - Salvador Salguero, peruwiański piłkarz
  - Juan Manuel Santos, kolumbijski dziennikarz, polityk, prezydent Kolumbii
  - Wiesław Tokarz, polski hokeista
- 1952:
  - Christopher Hill, amerykański dyplomata, polityk
  - Jacek Kaspszyk, polski dyrygent
  - Tadeusz Piguła, polski szablista
  - Jerzy Pilch, polski pisarz, publicysta (zm. 2020)
  - Bogdan Tosza, polski reżyser teatralny, publicysta, eseista, animator kultury
- 1953 – Jerzy Wordliczek, polski anestezjolog, profesor nauk medycznych
- 1954:
  - Jerzy Gwiżdż, polski polityk, poseł na Sejm RP
  - Kim P’yŏng Il, północnokoreański dyplomata
  - Kazimierz Ziarnik, polski żużlowiec
- 1955:
  - Jan Bednarek, polski przedsiębiorca, polityk, poseł na Sejm RP
  - Kari Henriksen, norweska polityk, wiceprzewodnicząca Stortingu
  - Siergiej Jung, rosyjski lekkoatleta, chodziarz
  - Gustavo Moscoso, chilijski piłkarz
  - Manfred Scheuer, austriacki duchowny katolicki, biskup Linzu
  - Jacek Strzemżalski, polski aktor, teatrolog, krytyk filmowy (zm. 2001)
  - Ryszard Świerad, polski zapaśnik, trener (zm. 2011)
- 1956:
  - Dianne Balestrat, australijska tenisistka
  - Antoine Hérouard, francuski duchowny katolicki, biskup pomocniczy Lille
  - Anna Pakuła-Sacharczuk, polska filozof, polityk, posłanka na Sejm RP
  - Bobby Schwartz, amerykański żużlowiec
  - Siergiej Suchoruczenkow, rosyjski kolarz szosowy
  - Maciej Szykuła, polski nauczyciel, samorządowiec, wicemarszałek województwa lubuskiego
- 1957:
  - Ronald Borchers, niemiecki piłkarz, trener (zm. 2024)
  - Wiktor Nastaszewski, ukraiński piłkarz (zm. 2025)
  - Xu Haifeng, chiński strzelec sportowy, trener
  - Bogusław Sygulski, polski szachista (zm. 2017)
- 1958:
  - Rami al-Hamd Allah, palestyński polityk, premier Palestyny
  - Michael Dokes, amerykański bokser (zm. 2012)
  - Wolfgang Funkel, niemiecki piłkarz, trener
  - Jekatierina Gruń, rosyjska lekkoatletka, płotkarka
  - Robert Gryczyński, polski kierowca rajdowy
  - Don Swayze, amerykański aktor, kaskader
- 1959:
  - Rosanna Arquette, amerykańska aktorka, reżyserka i producentka filmowa
  - Waldemar Bonkowski, polski rolnik, przedsiębiorca, polityk, senator RP
  - Philippe Delrieu, francuski szablista
  - Marek Hawełko, polski szachista
- 1960:
  - Øystein Alme, norweski pisarz
  - Antonio Banderas, hiszpański aktor, reżyser i producent filmowy, model, piosenkarz
  - Nicoletta Braschi, włoska aktorka
  - Alan Campbell, irlandzki piłkarz
  - Carlos Clark, amerykański koszykarz
  - Marcel Dib, francuski piłkarz
  - Dale Ellis, amerykański koszykarz
  - Irena Haase, litewska prawnik, działaczka samorządowa, polityk
  - Michael Stützer, duński gitarzysta, członek zespołu Artillery
  - Miloš Vystrčil, czeski samorządowiec, polityk, przewodniczący Senatu
- 1961:
  - Andrzej Czajka, polski polityk, poseł na Sejm RP
  - Jon Farriss, australijski perkusista, członek zespołu INXS
- 1962:
  - Jarosław Perszko, polski rzeźbiarz
  - Marek Przeniosło, polski historyk
  - Danieł Wyłczew, bułgarski prawnik, polityk
  - Hesham Yakan, egipski piłkarz
- 1963:
  - Moses Isegawa ugandyjski pisarz
  - Karel Kula, czeski piłkarz
- 1964:
  - Krzysztof Borkowski, polski polityk i samorządowiec, poseł na Sejm RP
  - Piotr Konieczyński, polski aktor
  - Anna Maruszeczko, polska dziennikarka
  - Beverly Randolph, amerykańska aktorka
- 1965:
  - Namdżilyn Bajarsajchan, mongolski bokser
  - Eduardo Campos, brazylijski ekonomista, polityk (zm. 2014)
  - Toumani Diabaté, malijski muzyk, multiinstrumentalista, wirtuoz kory (zm. 2024)
  - John Starks, amerykański koszykarz
- 1966:
  - Udo Bölts, niemiecki kolarz szosowy
  - Hossam Hassan, egipski piłkarz, trener
  - Ibrahim Hassan, egipski piłkarz
  - Hansi Kürsch, niemiecki basista, wokalista, członek zespołów: Blind Guardian i Demons & Wizards
- 1967:
  - Philippe Albert, belgijski piłkarz
  - Sean Blakemore, amerykański aktor, model
  - Riddick Bowe, amerykański bokser
  - Chris Collins, amerykański gitarzysta, wokalista, członek zespołu Dream Theater
  - Mikiko Miyazaki, japońska zapaśniczka
  - Jean-Guy Wallemme, francuski piłkarz, trener
  - Jewhen Zahrebelny, ukraiński kolarz szosowy
- 1968:
  - Robert Barth, niemiecki żużlowiec
  - Pete Docter, amerykański animator, scenarzysta i reżyser filmowy
  - Astrid Geisler, austriacka narciarka alpejska
  - Tsuyoshi Kitazawa, japoński piłkarz
  - Wioletta Kryza, polska lekkoatletka, biegaczka długodystansowa
  - Salvatore Licitra, włoski śpiewak operowy (tenor) (zm. 2011)
  - Thomas Liese, niemiecki kolarz szosowy i torowy
  - Lene Rantala, duńska piłkarka ręczna, bramkarka
  - Carl Spannenberg, południowoafrykański sędzia rugby union (zm. 2001)
  - Clifton Wrottesley, irlandzki skeletonista
- 1969:
  - Stephen Frail, szkocki piłkarz, trener
  - Mariusz Olszewski, polski dziennikarz, polityk, poseł na Sejm RP
  - Dariusz Raś, polski duchowny katolicki
- 1970:
  - Doug Flach, amerykański tenisista
  - Carlos Moedas, portugalski ekonomista, samorządowiec, burmistrz Lizbony
- 1971:
  - Fábio Assunção, brazylijski aktor
  - Fernando Clavijo Batlle, hiszpański polityk, prezydent Wysp Kanaryjskich
  - Roy Keane, irlandzki piłkarz, trener
  - Mario Kindelán, kubański bokser
  - Kevin Randleman, amerykański zapaśnik, zawodnik MMA (zm. 2016)
  - Justin Theroux, amerykański aktor
- 1972:
  - Angie Harmon, amerykańska modelka, aktorka
  - Christofer Johnsson, szwedzki muzyk, członek zespołu Therion
  - Mike McGlone, amerykański aktor, piosenkarz, pisarz
  - Marcin Sobala, polski szablista
  - Zhuang Yong, chińska pływaczka
- 1973:
  - Ionel Ganea, rumuński piłkarz
  - Raman Hałouczenka, białoruski polityk, premier Białorusi
  - Lisa Raymond, amerykańska tenisistka
  - Javier Zanetti, argentyński piłkarz
- 1974:
  - Łukasz Lewandowski, polski aktor
  - Haifaa al-Mansour, saudyjska reżyserka filmowa, feministka
  - Luis Marín, kostarykański piłkarz
- 1975:
  - Morten Berre, norweski piłkarz
  - Aneta Jędrzejewska, polska działaczka samorządowa, członkini zarządu województwa kujawsko-pomorskiego
  - Barbara Kałużna, polska aktorka
  - İlhan Mansız, turecki piłkarz
  - Axel Steier, niemiecki socjolog, aktywista
  - Rebecca Elisabeth Taylor, brytyjska polityk
- 1976:
  - Jan van Eijden, niemiecki kolarz torowy
  - Jon Robert Holden, rosyjski koszykarz pochodzenia amerykańskiego
  - Małgorzata Majerek, polska piłkarka ręczna
  - Abdullah Bin Shehan, saudyjski piłkarz
  - Ines Stilling, austriacka prawnik, polityk
- 1977:
  - Luciana Aymar, argentyńska hokeistka na trawie
  - Li Shilong, chiński szachista
  - Sergiu Radu, rumuński piłkarz
- 1978:
  - Danny Allsopp, australijski piłkarz
  - Andreas Blomqvist, szwedzki basista, członek zespołu Seventh Wonder
  - Marcus Fizer, amerykański koszykarz
  - Magdalena Margulewicz, polska aktorka
  - Oliver Petszokat, niemiecki aktor, piosenkarz, komik, prezenter telewizyjny
  - Uriel del Toro, meksykański aktor, piosenkarz, model
  - Bart Wellens, belgijski kolarz przełajowy
- 1979:
  - Jörg Dallmann, niemiecki łyżwiarz szybki
  - Joanna García, amerykańska aktorka pochodzenia kubańskiego
  - Przemysław Olbryt, polski muzyk, kompozytor, wokalista, autor tekstów piosenek, członek zespołów: Asgaard, Devilish Impressions i Crionics
  - Apichet Puttan, tajski piłkarz
  - Sergio Santana, meksykański piłkarz
  - Shihomi Shin’ya, japońska łyżwiarka szybka
  - Irina Turowa, rosyjska szachistka
  - Katarzyna Zioło, polska lekkoatletka, skoczkini w dal
- 1980:
  - Stuart Bennett, brytyjski wrestler
  - Cadet Éliphene, haitański piłkarz
  - T.J. Espinoza, amerykański aktor, tancerz pochodzenia indiańsko-hiszpańsko-francuskiego
  - Tristan Gale, amerykańska skeletonistka
  - Pua Magasiva, nowozelandzki aktor pochodzenia samoańskiego (zm. 2019)
  - Frédéric Thomas, francuski piłkarz
- 1981:
  - Natsumi Abe, japońska aktorka, piosenkarka
  - Siergiej Baranow, rosyjski siatkarz
  - Taufik Hidayat, indonezyjski badmintonista
  - Władysław Kosiniak-Kamysz, polski lekarz, samorządowiec, polityk, poseł na Sejm RP, minister pracy i polityki społecznej, minister obrony, wicepremier
- 1982:
  - Richard Abril, kubański bokser
  - Devon Aoki, amerykańsko-japońska modelka, aktorka
  - Shaun Murphy, brytyjski snookerzysta
- 1983:
  - Héctor Faubel, hiszpański motocyklista wyścigowy
  - Aleksandr Pierieżogin, rosyjski hokeista pochodzenia kazachskiego
  - Spencer Redford, amerykańska aktorka
  - Takako Saitō, japońska zapaśniczka
  - Regan Scott, amerykańska siatkarka
  - Rebecca Scown, nowozelandzka wioślarka
- 1984:
  - Ryan Eggold, amerykański aktor
  - Osvaldo González, chilijski piłkarz
  - Mokomichi Hayami, japoński aktor
  - Hayden Stoeckel, australijski pływak
- 1985:
  - Łorisa Oorżak, ukraińska zapaśniczka
  - Łukasz Świrk, polski wspinacz
  - David Tetteh, kirgiski piłkarz pochodzenia ghańskiego
- 1986:
  - Rheeza Grant, trynidadzko-tobagijska siatkarka
  - Andrea Sestini Hlaváčková, czeska tenisistka
  - Aurélien Joachim, luksemburski piłkarz
  - Mariusz Kałużny, polski samorządowiec, działacz sportowy, poseł na Sejm RP
  - Naketia Swanier, amerykańska koszykarka
  - Aleksandra Vasiljević, bośniacka biathlonistka
- 1987:
  - Matt den Dekker, amerykański baseballista
  - Terrel Harris, amerykański koszykarz
  - Lelo Mbele, kongijski piłkarz
  - Wilson Ramos, wenezuelski baseballista
  - Julia Retzlaff, niemiecka siatkarka
  - Laurine van Riessen, holenderska łyżwiarka szybka
- 1988:
  - Nicoleta Albu, rumuńska wioślarka
  - Priscila Daroit, brazylijska siatkarka
  - Erkand Qerimaj, albański sztangista
- 1989:
  - Grace Carter, brytyjska siatkarka
  - Rafał Filek, polski judoka
  - Kevin Rolland, francuski narciarz dowolny
  - Giulio Sabbi, włoski siatkarz
  - Ben Sahar, izraelski piłkarz
  - Brenton Thwaites, australijski aktor
  - Janar Toomet, estoński piłkarz
  - Ana Tuba, serbska zapaśniczka
- 1990:
  - Angelica Aquino, peruwiańska siatkarka
  - Rabab Id, egipska zapaśniczka
  - Tatjana Jelača, serbska lekkoatletka, oszczepniczka
  - Lorenzo Melgarejo, paragwajski piłkarz
  - Vladimir Mihailović, czarnogórski koszykarz
  - Lucas Till, amerykański aktor
  - Tai Woffinden, angielski żużlowiec
- 1991:
  - Dailenys Alcántara, kubańska lekkoatletka, skoczkini w dal i trójskoczkini
  - Michael Dapaah, brytyjski raper, aktor, komik
  - Daniel Havel, czeski kajakarz
  - Yaya Kerim, czadyjski piłkarz
  - Orxan Səfərov, azerski judoka
  - Rafał Sobański, polski siatkarz
- 1992:
  - Damian Czykier, polski lekkoatleta, płotkarz
  - Kevin Lasagna, włoski piłkarz
  - Lee Jae-sung, południowokoreański piłkarz
  - Chanel Simmonds, południowoafrykańska tenisistka
  - Sun Yujie, chińska szpadzistka
  - Mateusz Zuchora, polski kajakarz
  - Ewelina Żurowska, polska siatkarka
- 1993:
  - Andre Drummond, amerykański koszykarz
  - Gwon Hyeok-beom, południowokoreański zapaśnik
  - Isidora Jiménez, chilijska lekkoatletka, sprinterka
  - Kanako Murata, japońska zapaśniczka
  - Mike Scott, amerykański koszykarz
- 1994:
  - Søren Kragh Andersen, duński kolarz szosowy
  - Tomislav Draganja, chorwacki tenisista
  - Kim Song-i, północnokoreańska tenisistka stołowa
  - Brigette Lundy-Paine, amerykańska aktorka
  - Bernardo Silva, portugalski piłkarz
- 1995:
  - Bethany Galat, amerykańska pływaczka
  - Siergiej Siemionow, rosyjski zapaśnik
- 1996:
  - Jakub Der, polski koszykarz
  - Callum Scotson, australijski kolarz szosowy i torowy
- 1997:
  - Kylie Jenner, amerykańska modelka, celebrytka
  - Alina Kenzel, niemiecka lekkoatletka, kulomiotka
- 1998:
  - Florian Smakiqi, kosowski piłkarz, bramkarz
  - Eythora Thorsdottir, holenderska gimnastyczka pochodzenia islandzkiego
- 1999:
  - Anton Brehme, niemiecki siatkarz
  - Jens Cajuste, szwedzki piłkarz pochodzenia amerykańskiego
  - Kerem Kamal, turecki zapaśnik
  - Frida Karlsson, szwedzka biegaczka narciarska
  - Ja Morant, amerykański koszykarz
  - Michaela Onyenwere, amerykańsko-nigeryjska siatkarka
  - Jason Preston, amerykański koszykarz
  - Piotr Tarkowski, polski lekkoatleta, skoczek w dal i sprinter
- 2000:
  - Filip Prokopyszyn, polski kolarz torowy
  - Jakub Raszkowski, polski futsalista
  - Michell Rodríguez, meksykański piłkarz
  - Jüri Vips, estoński kierowca wyścigowy
- 2001:
  - Emerson Dimas, panamski piłkarz, bramkarz
  - Leo Hayter, brytyjski kolarz szosowy
  - Mateusz Świdnicki, polski żużlowiec
- 2002:
  - Eman Mohamed, egipska zapaśniczka
  - Iver Olaussen, norweski skoczek narciarski
  - Magdalena Szymkiewicz, polska koszykarka
- 2003 :
  - Illa Kowtun, ukraiński gimnastyk
  - Jakub Woźniak, polski wioślarz
- 2004 – Louis Obersteiner, austriacki skoczek narciarski
- 2005 – Rameshbabu Praggnanandhaa, indyjski szachista

## Zmarli
- 258 – Wawrzyniec z Rzymu, diakon, męczennik, święty (ur. ok. 225)
- 847 – Al-Wasik, kalif z dynastii Abbasydów (ur. ?)
- 955 – Konrad I Rudy, książę Lotaryngii (ur. 922)
- 1051 – Drogo z Hauteville, książę Apulii (ur. ok. 1010)
- 1241 – Eleonora Plantagenet, księżniczka Bretanii (ur. ok. 1174)
- 1250 – Eryk IV Plovpenning, król Danii (ur. 1216)
- 1294 – Latino Malabranca Orsini, włoski kardynał (ur. ok. 1225)
- 1309 – Giovanni Boccamazza, włoski kardynał (ur. ?)
- 1344 – Leopold II, książę Austrii (ur. 1328)
- 1482 – Amadeusz z Portugalii, portugalski franciszkanin, błogosławiony (ur. 1420)
- 1500 – Serafino dell’Aquila, włoski muzyk, poeta (ur. 1466)
- 1530 – Konstanty Ostrogski, książę, polityk, hetman wielki litewski (ur. ok. 1460)
- 1535 – Hipolit Medyceusz, władca Florencji, kardynał, legat papieski (ur. 1511)
- 1536 – Franciszek III, książę Bretanii, delfin Francji (ur. 1518)
- 1557 – Fabio Mignanelli, włoski kardynał, nuncjusz apostolski (ur. 1496)
- 1594 – Ludwig von Putbus, komtur swobnicki (ur. 1549)
- 1635 – Roman Hoscki, polski szlachcic, polityk (ur. 1585)
- 1649 – Wiktoria Farnese, księżniczka Parmy, księżna Modeny i Reggio (ur. 1618)
- 1653 – Maarten Tromp, holenderski admirał (ur. 1598)
- 1655 – Lodewijk de Vadder, flamandzki malarz, grafik, rysownik, projektant gobelinów (ur. 1605)
- 1669 – Paulus Bor, holenderski malarz (ur. ok. 1601)
- 1684 – Kara Mehmed Pasza, turecki dyplomata, wojskowy (ur. ?)
- 1706 –  Fiodor Gołowin, rosyjski hrabia, dyplomata, polityk (ur. 1650)
- 1709 – Thomas Ernst von Danckelmann, pruski prawnik, dyplomata, polityk (ur. 1638)
- 1717 – Nicolaes Witsen, holenderski polityk, przedsiębiorca, dyplomata, kartograf (ur. 1641)
- 1723 – Guillaume Dubois, francuski kardynał, polityk, minister spraw zagranicznych (ur. 1656)
- 1759 – Ferdynand VI, król Hiszpanii (ur. 1713)
- 1784 – Allan Ramsay, szkocki malarz portrecista, rysownik (ur. 1713)
- 1802:
  - Franz Aepinus, niemiecki fizyk, matematyk (ur. 1724)
  - Antonio Lolli, włoski skrzypek, kompozytor (ur. ok. 1725)
- 1806 – Michael Haydn, austriacki kompozytor (ur. 1737)
- 1808 – Jan Chrzciciel Albertrandi, polski duchowny katolicki pochodzenia włoskiego, biskup pomocniczy warszawski, historyk, tłumacz, poeta, publicysta, bibliotekarz (ur. 1731)
- 1821 – Salvatore Viganò, włoski tancerz, choreograf, pedagog, kompozytor (ur. 1769)
- 1830 – Wilhelm Fryderyk, książę wirtemberski, minister wojny (ur. 1761)
- 1843:
  - Robert Adrain, irlandzki matematyk (ur. 1775)
  - Jakob Friedrich Fries, niemiecki filozof, fizyk, matematyk (ur. 1773)
- 1848 – Bonawentura Kudlicz, polski aktor, reżyser teatralny, śpiewak, dramatopisarz (ur. 1780)
- 1853 – František Jaromír Rubeš, czeski prawnik, prozaik, dramaturg (ur. 1814)
- 1854 – Ignacy A. Juliusz Dziewanowski, polski działacz niepodległościowy (ur. 1780)
- 1861:
  - Nathaniel Lyon, amerykański generał (ur. 1818)
  - Friedrich Julius Stahl, niemiecki prawnik, filozof prawa, polityk (ur. 1802)
- 1866 – Anzelm Brodziszewski, polski duchowny katolicki, biskup pomocniczy gnieźnieński (ur. 1779)
- 1875 – Karl Andree, niemiecki geograf (ur. 1808)
- 1882 – Chrystian Breslauer, polski malarz, pedagog (ur. 1802)
- 1887 – Alexandru Cihac, rumuński filolog, językoznawca (ur. 1825)
- 1891:
  - Spiridion-Salvatore-Costantino Buhadgiar, grecki duchowny katolicki, biskup, wikariusz apostolski Tunisu, administrator apostolski diecezji maltańskiej, dyplomata papieski (ur. 1846)
  - Eduard Petzold, niemiecki architekt krajobrazu (ur. 1815)
- 1892 – Konstantin Tarnowski, rosyjski dramaturg, tłumacz, kompozytor, krytyk teatralny (ur. 1826)
- 1893 – Naftali Cwi Jehuda Berlin, rosyjski rabin ortodoksyjny, autor dzieł talmudycznych (ur. 1816)
- 1896 – Otto Lilienthal, niemiecki inżynier, konstruktor, oblatywacz, pionier szybownictwa (ur. 1848)
- 1899 – Isidoro Verga, włoski kardynał (ur. 1832)
- 1900 – Ferdynand Marten, polski i niemiecki przyrodnik, matematyk, pedagog (ur. 1827)
- 1904 – Pierre-Marie-René Waldeck-Rousseau, francuski adwokat, polityk (ur. 1846)
- 1905 – Georges Nagelmackers, belgijski jeździec sportowy, przedsiębiorca (ur. 1845)
- 1907:
  - Hermann Ende, niemiecki architekt (ur. 1829)
  - Domenico Svampa, włoski duchowny katolicki, biskup Forlì i arcybiskup Bolonii, kardynał (ur. 1851)
  - Marija Wilinska, ukraińska pisarka (ur. 1833)
- 1908 – Louise Chandler Moulton, amerykańska pisarka, poetka, krytyk literacki (ur. 1835)
- 1910:
  - Pierre Adrien Dalpayrat, francuski artysta ceramik (ur. 1844)
  - Joe Gans, amerykański bokser (ur. 1874)
- 1912 – Paul Wallot, niemiecki architekt (ur. 1841)
- 1913:
  - Orest Awdykowski, ukraiński pisarz, publicysta (ur. 1843)
  - Johannes Linnankoski, fiński pisarz, działacz niepodległościowy i oświatowy (ur. 1869)
- 1915:
  - Henry Moseley, brytyjski fizyk (ur. 1887)
  - Władysław Różycki, polski ziemianin, polityk i działacz polonijny w Niemczech (ur. 1833)
- 1916 – Maurycy Rosenstock, polski kupiec, prawnik, polityk pochodzenia żydowskiego (ur. 1856)
- 1918 – Artur Popławski, polski inżynier, szachista, działacz szachowy (ur. 1860)
- 1920 – Witold Wegner, polski kapitan (ur. 1894)
- 1921:
  - Tadeusz Balicki, polski inżynier komunikacji, socjolog (ur. 1857)
  - Samson Hochfeld, niemiecki rabin, uczony (ur. 1872)
- 1924 – Sylwester Antoni Sznarbach, polski malarz, publicysta, poeta, działacz warmiński (ur. 1854)
- 1925 – Piotr Bieńkowski, polski archeolog (ur. 1865)
- 1929 – Aletta Jacobs, holenderska lekarka, feministka, pacyfistka (ur. 1854)
- 1934 – Wincenty Tymieniecki, polski duchowny katolicki, biskup łódzki (ur. 1871)
- 1936:
  - Wiktor Calvo Lozano, hiszpański redemptorysta, męczennik, błogosławiony (ur. 1896)
  - Salwator Estrugo Solves, hiszpański duchowny katolicki, męczennik, błogosławiony (ur. 1862)
  - Józef Ksawery Gorosterratzu Jaunarena, hiszpański redemptorysta, męczennik, błogosławiony (ur. 1877)
  - Józef Toledo Pellicer, hiszpański duchowny katolicki, męczennik, błogosławiony (ur. 1909)
- 1937 – Eustaquio Ilundáin y Esteban, hiszpański duchowny katolicki, arcybiskup Sewilli, kardynał (ur. 1862)
- 1939:
  - Carlo Galimberti, włoski sztangista (ur. 1894)
  - Konstanty Ścibor-Marchocki, polski podpułkownik dyplomowany artylerii (ur. 1899)
  - Andrzej Włodarkiewicz, polski kapitan pilot (ur. 1906)
- 1942:
  - Kazimierz Dembowski, polski jezuita, Sługa Boży (ur. 1912)
  - Edward Detkens, polski duchowny katolicki, męczennik, błogosławiony (ur. 1885)
  - Edward Grzymała, polski duchowny katolicki, męczennik, błogosławiony (ur. 1906)
  - Rudolf Patoczka, polski pułkownik artylerii (ur. 1882)
- 1943:
  - Anatolij Dobrodiecki, radziecki pilot wojskowy, as myśliwski (ur. 1923)
  - Axel Runström, szwedzki piłkarz wodny, skoczek do wody (ur. 1883)
- 1944 – Polegli w powstaniu warszawskim:
  - Jerzy Golnik, polski podharcmistrz, podporucznik, żołnierz AK (ur. 1923)
  - Stanisław Harasymowicz, polski podporucznik, żołnierz AK (ur. 1917)
  - Bolesław Krogulecki, polski sierżant, żołnierz AK (ur. 1924)
  - Wanda Miłaszewska, polska pisarka (ur. 1894)
  - Stanisław Miłaszewski, polski dramatopisarz, poeta, publicysta, tłumacz, polityk, senator RP (ur. 1886)
  - Zdzisław Unieszowski, polski podporucznik, żołnierz AK (ur. 1923)
- 1944 – Jan Piechulek, polski dziennikarz, samorządowiec, polityk, poseł na Sejm RP (ur. 1872)
- 1945:
  - Apolinary Głowiński, polski rzeźbiarz (ur. 1884)
  - Robert Goddard, amerykański konstruktor i wynalazca lotniczy (ur. 1882)
  - Konrad Suwalski, polski podporucznik, żołnierz AK (ur. 1917)
- 1947 – Anton Schall, austriacki piłkarz, trener (ur. 1907)
- 1949 – John George Haigh, brytyjski seryjny morderca (ur. 1909)
- 1950 – Tadeusz Tomaszewski, polski prawnik, polityk, premier RP na uchodźstwie (ur. 1881)
- 1951 – Józef Hodbod, polski farmaceuta, działacz społeczny i samorządowy (ur. 1870)
- 1953:
  - Jacques Ehrlich, francuski podporucznik pilot, as myśliwski (ur. 1893)
  - Józef Kruszyński, polski duchowny katolicki, infułat, biblista (ur. 1877)
- 1954 – Frederick Humphreys, brytyjski przeciągacz liny, zapaśnik (ur. 1878)
- 1955:
  - Zdzisław Krygowski, polski matematyk, kryptolog, wykładowca akademicki (ur. 1872)
  - Jane Murfin, amerykańska scenarzystka filmowa (ur. 1892)
- 1959 – Zygmunt Balicki, polski inżynier, polityk (ur. 1888)
- 1960:
  - Frank Lloyd, amerykański reżyser, scenarzysta i producent filmowy (ur. 1886)
  - John Nesbitt, kanadyjski aktor, narrator, scenarzysta i producent filmowy (ur. 1910)
  - Oswald Veblen, amerykański matematyk pochodzenia norweskiego (ur. 1880)
- 1962:
  - Ted Husing, amerykański komentator sportowy (ur. 1901)
  - Maximilien Sorre, francuski antropogeograf (ur. 1880)
- 1963 – Ernst Wetter, szwajcarski polityk, prezydent Szwajcarii (ur. 1877)
- 1965:
  - Emil Stanisław Rappaport, polski prawnik pochodzenia żydowskiego (ur. 1877)
  - Georgi Stamatow, bułgarski aktor (ur. 1893)
- 1966 – Felix Andries Vening Meinesz, holenderski fizyk, geofizyk, geodeta (ur. 1887)
- 1967 – Vittorio Valletta, włoski ekonomista, przedsiębiorca, polityk (ur. 1883)
- 1968 – Gabriel Hanot, francuski piłkarz, dziennikarz sportowy (ur. 1889)
- 1970:
  - Nikołaj Erdman, rosyjski dramaturg, scenarzysta filmowy (ur. 1900)
  - Alexander Gode, amerykański filolog pochodzenia niemieckiego (ur. 1906)
  - Joe Lapchick, amerykański koszykarz, trener pochodzenia czeskiego (ur. 1900)
- 1971:
  - Federico Callori di Vignale, włoski kardynał (ur. 1890)
  - Fernand Cournollet, francuski curler (ur. 1882)
- 1972 – France Stelè, słoweński historyk sztuki, konserwator (ur. 1886)
- 1973:
  - Percival Bailey, amerykański neuropatolog, neurochirurg, psychiatra (ur. 1892)
  - Stanisław Popławski, radziecki i polski generał armii, polityk, wiceminister obrony narodowej, członek KC PZPR, poseł na Sejm Ustawodawczy i na Sejm PRL (ur. 1902)
- 1974:
  - Edwin Herbert, polski poeta, prozaik, tłumacz (ur. 1910)
  - José Miró Cardona, kubański polityk, premier Kuby (ur. 1902)
- 1975:
  - Ludwik Najda, polski działacz spółdzielczy, kolejarz, weteran powstania wielkopolskiego (ur. 1881)
  - Marian Sokołowski, polski porucznik rezerwy, adwokat, polityk, poseł na Sejm RP (ur. 1898)
- 1976:
  - Wincenty Kraśko, polski dziennikarz, działacz komunistyczny, polityk, poseł na Sejm PRL, członek Rady Państwa (ur. 1916)
  - Wacław Nowak, polski artysta fotograf (ur. 1924)
  - Lambert Schaus, luksemburski adwokat, polityk, dyplomata (ur. 1908)
  - Karl Schmidt-Rottluff, niemiecki malarz, grafik (ur. 1884)
- 1977 – Mieczysław Karaś, polski językoznawca, wykładowca akademicki (ur. 1924)
- 1978 – Eugène Abissa Kwaku, iworyjski duchowny katolicki, biskup Abengourou (ur. 1927)
- 1979:
  - Dick Foran, amerykański aktor (ur. 1910)
  - Walter Gerlach, niemiecki fizyk, wykładowca akademicki (ur.	1889)
  - Ángel León Gozalo, hiszpański strzelec sportowy (ur. 1907)
  - Włodzimierz Gutekunst, polski karnista, profesor nauk prawnych (ur. 1914)
  - John Joseph Wright, amerykański kardynał, malarz (ur. 1909)
- 1981:
  - Jack Kiefer, amerykański statystyk, wykładowca akademicki (ur. 1924)
  - Tommy Lascelles, brytyjski dworzanin królewski, urzędnik państwowy (ur. 1887)
- 1982 – Dawid Bykow, radziecki generał major, funkcjonariusz organów bezpieczeństwa (ur. 1903)
- 1983:
  - José Baptista Pinheiro de Azevedo, portugalski admirał, polityk, premier Portugalii (ur. 1917)
  - Ruben Rausing, szwedzki przedsiębiorca (ur. 1895)
- 1984 – Edward Passendorfer, polski geolog (ur. 1894)
- 1985 – Tymoteusz Muśko, polski malarz prymitywista (ur. 1917)
- 1986:
  - Paraskeva Clark, kanadyjska malarka pochodzenia rosyjskiego (ur. 1898)
  - Vratislav Effenberger, czeski poeta, surrealista, dysydent (ur. 1923)
  - Chuck McKinley, amerykański tenisista (ur. 1941)
  - Dobrosława Miodowicz-Wolf, polska wspinaczka (ur. 1953)
- 1987:
  - Adam Rutkowski, polski historyk pochodzenia żydowskiego (ur. 1912)
  - Albinas Žukauskas, litewski pisarz, dziennikarz (ur. 1912)
- 1988:
  - Arnulfo Arias Madrid, panamski polityk, prezydent Panamy (ur. 1901)
  - Havzi Nela, albański poeta, więzień polityczny (ur. 1934)
  - Adela Rogers St. Johns, amerykańska scenarzystka filmowa (ur. 1894)
- 1990:
  - David Martin, australijski kontradmirał, polityk (ur. 1933)
  - Eugenia Ravasio, włoska zakonnica, wizjonerka, mistyczka (ur. 1907)
- 1991:
  - Ellen Braumüller, niemiecka lekkoatletka, oszczepniczka (ur. 1910)
  - Pedro Filipak, brazylijski duchowny katolicki pochodzenia polskiego, biskup Jacarezinho (ur. 1920)
  - Tadeusz Nowak, polski poeta, prozaik, tłumacz (ur. 1930)
  - Jerzy Wróblewski, polski autor komiksów (ur. 1941)
- 1993:
  - Øystein Aarseth, norweski gitarzysta, członek zespołu Mayhem (ur. 1968)
  - Irene Sharaff, amerykańska scenografka (ur. 1910)
- 1994:
  - Władimir Miełanjin, radziecki biathlonista (ur. 1933)
  - Jadwiga Rutkowska, polska adwokat (ur. 1910)
- 1995:
  - Gijs van Aardenne, holenderski polityk (ur. 1930)
  - Leo Apostel, belgijski filozof, wykładowca akademicki (ur. 1925)
  - Donald Bisset, brytyjski aktor, pisarz (ur. 1910)
- 1997:
  - Conlon Nancarrow, amerykański kompozytor (ur. 1912)
  - Jean-Claude Lauzon, kanadyjski reżyser filmowy (ur. 1953)
  - Iwan Wenedikow, bułgarski historyk, archeolog, filolog, wykładowca akademicki (ur. 1916)
- 1998:
  - Wacław Jaroniewski, polski farmaceuta (ur. 1921)
  - Anton Koczubiej, radziecki polityk (ur. 1909)
  - Oleg Okszewski, jugosłowiański pilot wojskowy, emigracyjny działacz kombatancki pochodzenia rosyjskiego (ur. 1915)
- 1999:
  - Giuseppe Delfino, włoski szpadzista (ur. 1921)
  - Ernesto Augusto de Melo Antunes, portugalski polityk (ur. 1933)
  - Jerzy Siebielec, polski rolnik, polityk, poseł na Sejm PRL (ur. 1923)
- 2001 – Stanisław Rostocki, rosyjski reżyser i scenarzysta filmowy (ur. 1922)
- 2002:
  - Czesław Łuczak, polski historyk, wykładowca akademicki (ur. 1922)
  - Eugene Odum, amerykański ekolog (ur. 1913)
  - René Queyroux, francuski szpadzista (ur. 1927)
- 2005 – Władysław Oszelda, polski dziennikarz i działacz polonijny (ur. 1907)
- 2006 – Jan Myczkowski, polski profesor nauk rolniczych (ur. 1924)
- 2007:
  - Szczepan Bukowski, polski lekkoatleta, działacz sportowy (ur. 1948)
  - Tony Wilson, brytyjski dziennikarz, impresario muzyczny, prezenter radiowy (ur. 1950)
- 2008:
  - Isaac Hayes, amerykański muzyk, aktor (ur. 1942)
  - Jadwiga Łokkaj, polska działaczka polityczna i spółdzielcza (ur. 1920)
  - Terence Rigby, brytyjski aktor (ur. 1937)
- 2009:
  - Daniel Ambroziński, polski kapral (ur. 1977)
  - Josef Burg, ukraiński pisarz pochodzenia żydowskiego (ur. 1912)
  - Urpo Korhonen, fiński biegacz narciarski (ur. 1923)
  - Renzo Sambo, włoski wioślarz (ur. 1942)
  - Jan Steffen, polski genetyk, onkolog, immunolog (ur. 1936)
  - Francisco Valdés, chilijski piłkarz, trener (ur. 1943)
- 2010:
  - Wiaczasłau Dubinka, białoruski fotografik, pisarz, artysta ludowy (ur. 1942)
  - Antonio Pettigrew, amerykański lekkoatleta, sprinter (ur. 1967)
  - Radomír Šimůnek, czeski kolarz przełajowy i szosowy (ur. 1962)
  - Piero Tosi, włoski kostiumograf filmowy i teatralny (ur. 1927)
- 2011 – Oldřich Machač, czeski hokeista (ur. 1946)
- 2012:
  - William Bade, amerykański matematyk (ur. 1924)
  - Philippe Bugalski, francuski kierowca rajdowy (ur. 1963)
  - Carlo Rambaldi, włoski nadzorca efektów specjalnych (ur. 1925)
- 2013:
  - László Csatáry, węgierski zbrodniarz wojenny (ur. 1915)
  - Eydie Gormé, amerykańska piosenkarka (ur. 1928)
  - David Charles Jones, amerykański generał lotnictwa (ur. 1921)
- 2014:
  - Constantin Alexandru, rumuński zapaśnik (ur. 1953)
  - Leonard Dobczyński, polski lekkoatleta, płotkarz i sprinter (ur. 1933)
  - Simon Leys, belgijski pisarz, krytyk literacki, sinolog (ur. 1935)
  - Kathleen Ollerenshaw, brytyjska matematyk, polityk (ur. 1912)
- 2015:
  - Hubert Haenel, francuski prawnik, samorządowiec, polityk (ur. 1942)
  - Kazimierz Korzan, polski prawnik, sędzia Sądu Najwyższego (ur. 1925)
  - Alojzy Norek, polski żużlowiec (ur. 1941)
- 2016:
  - Walter J. Hollenweger, szwajcarski duchowny i teolog protestancki (ur. 1927)
  - Marek Kwiatkowski, polski historyk sztuki, muzealnik, varsavianista (ur. 1930)
- 2017:
  - Zygfryd Perlicki, polski żeglarz regatowy (ur. 1932)
  - Halina Popławska, polska pisarka, tłumaczka, wykładowczyni akademicka (ur. 1918)
- 2018:
  - László Fábián, węgierski kajakarz (ur. 1936)
  - Mahmut Makal, turecki pisarz (ur. 1930)
- 2019:
  - Freda Dowie, brytyjska aktorka (ur. 1928)
  - Jeffrey Epstein, amerykański finansista, przestępca (ur. 1953)
  - Ann Snitow, amerykańska feministka (ur. 1943)
- 2020:
  - Dariusz Baliszewski, polski historyk, dziennikarz, publicysta (ur. 1946)
  - Imre Farkas, węgierski kajakarz (ur. 1935)
  - Jerzy Madej, polski naukowiec, polityk, senator i poseł na Sejm RP (ur. 1935)
  - Vladica Popović, serbski piłkarz, trener (ur. 1935)
  - Luis Abilio Sebastiani Aguirre, peruwiański duchowny katolicki, arcybiskup metropolita Ayacucho (ur. 1935)
- 2021:
  - Andrzej Durka, polski teatrolog, samorządowiec, polityk, wicemarszałek województwa i wicewojewoda zachodniopomorski (ur. 1952)
  - Tony Esposito, kanadyjski hokeista (ur. 1943)
  - Petr Esterka, czeski duchowny katolicki, biskup pomocniczy Brna (ur. 1935)
  - Maki Kaji, japoński przedsiębiorca, prezes firmy Nikoli, producenta gier i łamigłówek (ur. 1951)
  - Eduardo Martínez Somalo, hiszpański duchowny katolicki, nuncjusz apostolski, kamerling Świętego Kościoła Rzymskiego, kardynał (ur. 1927)
  - Manuel Mireles Vaquera, meksykański duchowny katolicki, prałat terytorialny El Salto (ur. 1929)
- 2022:
  - Fernando Chalana, portugalski piłkarz (ur. 1959)
  - Andrzej Sassyn, polski prawnik, działacz społeczny. samorządowiec (ur. 1933)
- 2023:
  - José Vicente Huertas Vargas, kolumbijski duchowny katolicki, biskup Garagoa (ur. 1940)
  - Klaus Rost, niemiecki zapaśnik (ur. 1940)
  - Aleksandr Wiktorienko, rosyjski pilot wojskowy, kosmonauta (ur. 1947)
  - Vincentius Sutikno Wisaksono, indonezyjski duchowny katolicki, biskup Surabai (ur. 1953)
- 2024:
  - Izabela Mrzygłocka, polska ekonomistka, działaczka samorządowa, polityk, poseł na Sejm RP (ur. 1959)
  - K. Natwar Singh, indyjski polityk (ur. 1929)
  - Galina Zybina, rosyjska lekkoatletka, oszczepniczka, dyskobolka (ur. 1931)
- 2025:
  - Nikołaj Gołuszko, rosyjski generał, funkcjonariusz służb specjalnych, polityk (ur. 1937)
  - Tadeusz V. Gromada, polsko-amerykański historyk, działacz polonijny (ur. 1929)
  - Kunishige Kamamoto, japoński piłkarz, trener i działacz piłkarski (ur. 1944)